# Emil Prill
Emil Prill (Szczecin, Prússia, 10 de maig de 1867 - Berlín, Alemanya, 28 de febrer de 1940) fou un flautista alemany.
Va rebre les primeres lliçons del seu pare, i després en l'Escola Superior de Berlín, acompanyà els seus germans Karl i Paul viatjaren per Alemanya, Rússia, Dinamarca i Suècia donant concerts, i el 1888 fou nomenat professor de l'Escola de Música de Khàrkiv, després fou primer flautista de l'Orquestra d'Hamburg, segon de l'Òpera de Berlín i, el 1892, professor de l'Escola Superior de Música de la capital de Prússia.
Va compondre estudis i exercicis per a flauta, nombroses transcripcions per aquell instrument, mètodes, etc.